# Тенчинський ландшафтний парк

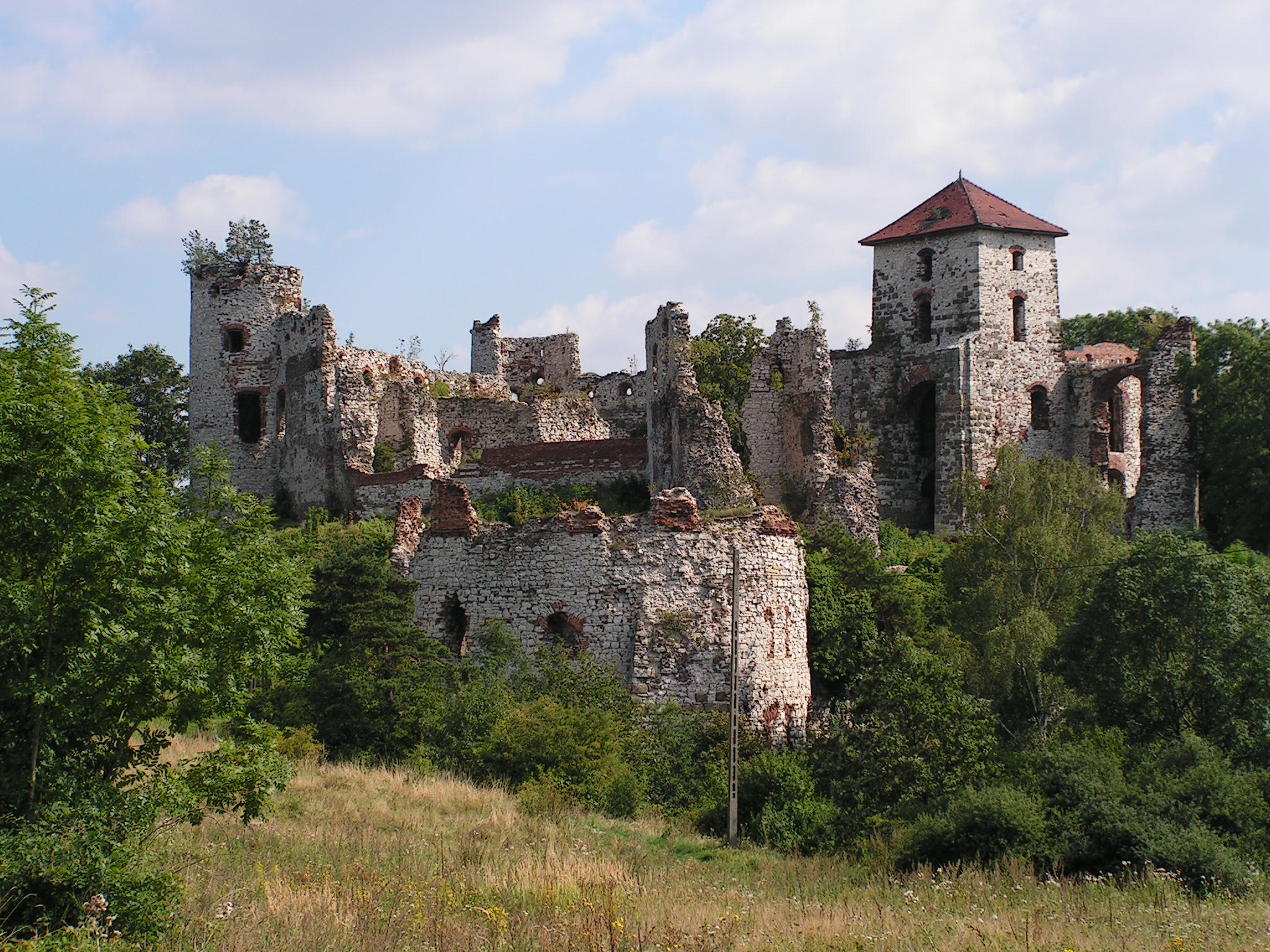
Руїни замку Тенчин

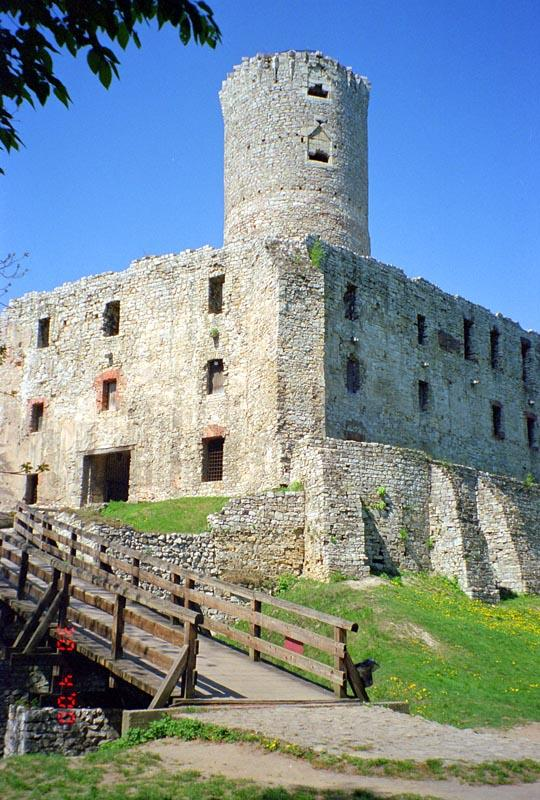
Руїни Липовецького замку

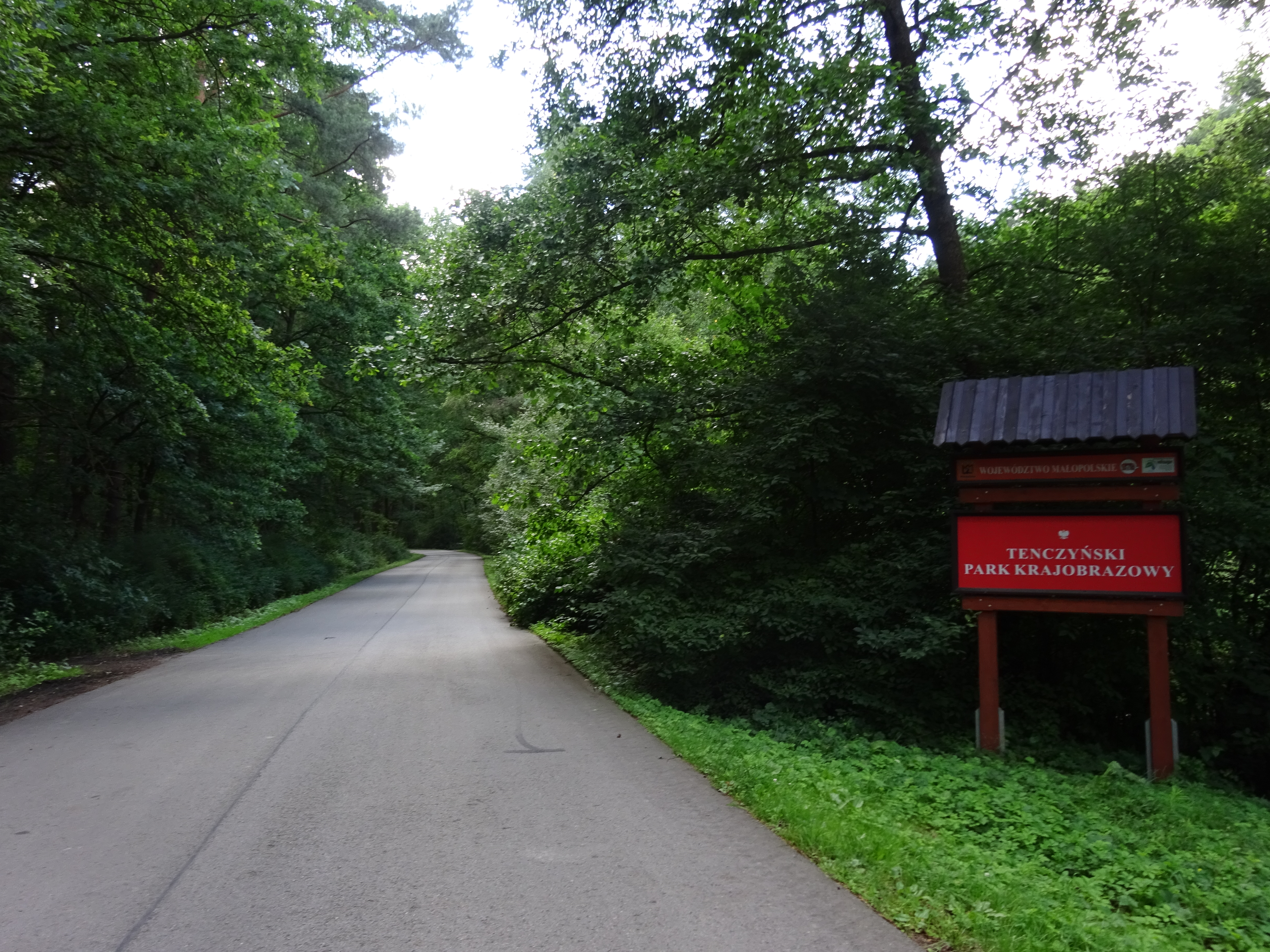
Вхід до парку з боку Тенчинек

Тенчинський ландшафтний парк (пол. Tenczyński Park Krajobrazowy) - ландшафтний парк у Малопольському воєводстві, розташований на захід від Кракова. Він був частиною Комплексу ландшафтних парків юрського періоду, заснованого в 1981 році, нині – Комплексу ландшафтних парків Малопольського воєводства.
Парк займає площу 136 581 км² , тоді як його буферна зона становить 134 139 км² .
Він охоплює хребет Тенчинського гарбу та частково Кшешовицький жолоб на Краківсько-Ченстоховській височині .
Тенчинський ландшафтний парк було відокремлено відповідно до Постанови ZPKWM № 79/05 Малопольського воєводи від 29 грудня 2005 р. (Закон. Воєводства Малопольського No 50, п 279).
Ландшафт дуже різноманітний. Є наприклад численні останці, верхньоюрські вапняки, що зазнають карстових процесів, невеликі печери та палеозойські тверді породи вулканічного походження. Є тут і болотисті ділянки. Частина площі вкрита товщею лесу.
Близько 35% площі парку вкрито лісами. Тут ростуть карпатські букові ліси, змішані сосново - дубові ліси, вільхові байрачні ліси та дубово-грабові ліси з переважанням бука, дуба та явора. У Дуловській пущі переважають соснові ліси .
Тут зустрічаються види рослин, що охороняються: молодило, тоя молдавська, плющ звичайний, лілія лісова, підмаренник запашний, таволжник звичайний, росичка круглолиста, барвінок і хвощ великий ; і тварини: лось, яструб горобець, сипуха, канюк звичайний, чайка, деркач та черепаха болотна  .
До найцікавіших пам’яток архітектури, розташованих на території парку, відносяться: руїни замку Ліповець у Бабіце, руїни замку Тенчин у Рудно, барокові церкви в Тенчинеку та Моравіці, чотири післяавстрійські форти, розташовані в околицях Кракова та палацовий комплекс в Баліце .

## Заповідники
На терені Тенчинського ландшафтного парку є п’ять заповідників:
- Буковіца
- Мніковська долина
- Липовець
- Скеля Кміта
- Жімни Дул

## Дивись також
- Звежінецький ліс
- Стара шахтарська стежка